# Maria de las Mercedes van Orléans
Mercedes van Orléans of María de las Mercedes van Orléans-Bourbon (Madrid, 24 juni 1860 - aldaar, 26 juni 1878) was de eerste echtgenote van koning Alfons XII van Spanje.
Mercedes werd geboren in het Koninklijk Paleis van Madrid en was een dochter van Anton van Orléans, hertog van Montpensier en infante Luisa Fernanda van Spanje. Koningin Isabella II en haar echtgenoot Frans waren haar peet-ouders bij haar doop waarbij ze de namen: María de las Mercedes Isabel Francisca de Asís Antonia Luisa Fernanda Felipa Amalia Cristina Francisca de Paula Ramona Rita Cayetana Manuela Juana Josefa Joaquina Ana Rafaela Filomena Teresa Santísima Trinidad Gaspara Melchora Baltasara et omni sancti kreeg toebedeeld.
Haar moeder infante Luisa Fernanda was de jongste dochter van Ferdinand VII van Spanje en Maria Christina van Bourbon-Sicilië. Via haar vader was ze ook een kleindochter van koning Lodewijk Filips I van Frankrijk en Marie Amélie van Bourbon-Sicilië. Daardoor was ze zowel een Franse prinses als een Spaanse prinses. Mercedes mocht ook de titel van infante dragen, daar haar vader had bedongen dat hij zich na zijn huwelijk infant Antonio van Spanje mocht noemen.
Haar kindertijd beleefde ze meestal in het paleis van San Telmo nabij Sevilla in Andalusië. In deze periode waren ze niet welkom in Madrid vanwege haar vaders aanspraken op de Spaanse troon. Haar lievelingsbroer was Fernando, die al op dertienjarige leeftijd zou overlijden, maar ook met haar zussen, de prinsessen, Isabella (die later zou trouwen met haar neef graaf Filips van Parijs), María Amelia (die in 1870 op negentienjarige leeftijd zou overlijden) en María Cristina (1862-1879) die kort na haar zou overlijden, had ze een sterke band.
Toen koningin Isabella II in 1868 afgezet werd, ging ook het gezin van Antoine en Luisa Fernanda in ballingschap. Omstreeks 1872, op twaalfjarige leeftijd, zou ze voor het eerst haar neef Alfons, de zoon van Isabella II en Frans, ontmoeten. In 1876, kort nadat de negentienjarige Alfons als koning van Spanje was gekroond, liet hij weten met de dan zestienjarige Mercedes te willen trouwen. Zijn familie was er niet erg blij mee, vooral zijn moeder Isabella keurde deze keuze af omdat zij had gewild dat hij met de infante Blanca (1866-1935), de dochter van haar carlisten-rivaal Karel VII, zou trouwen. Maar Alfons had als koning het laatste woord en zijn wil geschiedde. De verloving vond plaats op een groot bal in december 1877. Hun huwelijk vond plaats op 23 januari 1878 in de kerk van Atocha.
Maar kort na hun huwelijk werd duidelijk dat Mercedes tbc had. Amper zes maanden na hun huwelijk zou Mercedes, twee dagen na haar achttiende verjaardag, overlijden. Ze werd begraven in Escorial.